# Thecla gargara
Thecla gargara är en fjärilsart som beskrevs av William Chapman Hewitson 1868. Thecla gargara ingår i släktet Thecla och familjen juvelvingar. Inga underarter finns listade i Catalogue of Life.